# 第2巡洋戦艦戦隊
第2巡洋戦艦戦隊 (英: 2nd Battlecruiser Squadron) は、イギリス海軍の部隊の一つ。巡洋戦艦で構成され、第一次世界大戦時はグランドフリートに所属していた。

## 来歴

### 1914年 - 1915年
1914年8月時点では第2巡洋戦艦戦隊は地中海におり、インフレキシブル、インドミタブル、インディファティガブルで構成されていた。
1915年1月15日、ニュージーランドが第2巡洋戦艦戦隊の旗艦となった。ニュージーランドは同年2月8日に旗艦をオーストラリアと交代した。
1915年中にインフレキシブルとインドミタブルが新設の第3巡洋戦艦戦隊に移り、第2巡洋戦艦戦隊の所属艦はニュージーランド、オーストラリア、インディファティガブルの3隻となった。

### ユトランド沖海戦
1916年4月にオーストラリアはニュージーランドと衝突して損傷し、同年5月31日のユトランド沖海戦には参加できなかった。そのため、ユトランド海戦時は第2巡洋艦戦隊はニュージーランドとインディファティガブルの2隻であった。
海戦でのニュージーランドの損傷は軽微であったが、インディファティガブルはドイツ帝国海軍巡洋戦艦フォン・デア・タンに撃沈された。

### ユトランド沖海戦後
ユトランド沖海戦での巡洋戦艦の複数艦喪失により、巡洋戦艦戦隊は2つに戻った。戦争の残りの期間、第2巡洋戦艦戦隊はオーストラリア、ニュージーランド、インフレキシブル、インドミタブルで構成されていた。
- インフレキシブル
- インドミタブル
- インディファティガブル
- ニュージーランド
- オーストラリア

## 戦隊司令官一覧
|                       | 階級 | 将旗 | 氏名                               | 在任期間               | 出典  |
| --------------------- | ---- | ---- | ---------------------------------- | ---------------------- | ----- |
| 第2巡洋戦艦戦隊司令官 |      |      |                                    |                        |       |
| 1                     | 少将 |      | サー・ゴードン・ムーア             | 1915年1月 - 2月        | [ 3 ] |
| 2                     | 少将 |      | サー・ジョージ・エドウィン・パティ | 1915年2月 - 3月        | [ 3 ] |
| 3                     | 少将 |      | サー・ウィリアム・パケナム         | 1915年3月 - 1916年12月 | [ 3 ] |
| 4                     | 少将 |      | サー・アーサー・ルーソン           | 1916年12月 - 1918年9月 | [ 3 ] |
| 5                     | 少将 |      | サーライオネル・ハルゼー           | 1918年9月 - 1919年3月  | [ 3 ] |